# Geomys bursarius ozarkensis
Geomys bursarius ozarkensis is een ondersoort van de gewone goffer (Geomys bursarius) die voorkomt in de Ozark-bergen van het zuiden van Izard County en mogelijk het noordoosten van Stone County in Arkansas in de Verenigde Staten, waar in de jaren '80 van de 20e eeuw goffers zijn gevangen. Die populatie is nu echter mogelijk uitgestorven. In Izard County leeft deze ondersoort in diepe, zandachtige bodems bij de White River. G. b. ozarkensis is een geïsoleerde populatie van de gewone goffer; de dichtstbijzijnde populaties (in Missouri, ondersoort missouriensis), leven op 300 kilometer afstand bij St. Louis. Een uitgestorven populatie van die ondersoort kwam voor op een locatie 150 kilometer naar het noordoosten.
Deze ondersoort is kleiner dan G. b. missouriensis, zijn nauwste verwant, maar groter dan G. breviceps, de andere goffer uit Arkansas. De rugvacht is donkerbruin, de buik okerachtig grijs. Morfologisch zijn ozarkensis, missouriensis en breviceps echter zeer moeilijk te onderscheiden. Hun DNA verschilt echter sterk. Bovendien delen ozarkensis en missouriensis één soort luis, Geomydoecus spickai.